# Nandus nandus
Nandus nandus és una espècie de peix pertanyent a la família nandidae
present a Àsia des del Pakistan fins a Tailàndia.
És un peix d'aigua dolça, bentopelàgic i de clima tropical (22 °C-26 °C; 38°N-5°N), el qual viu en camps inundats i les aigües estancades o lentes dels llacs, embassaments o canals.
Pot arribar a fer 20 cm de llargària màxima.
Menja insectes aquàtics i peixos.
És inofensiu per als humans i, malgrat les seues aletes espinoses i bandes i taques negres, força apreciat com per a ésser venut fresc.